# أوستاسيو تشامورو
أوستاسيو تشامورو (بالإسبانية: Eustacio Chamorro)‏ لاعب كرة قدم باراغواياني راحل كان يجيد اللعب في خط الدفاع .
لعب طوال مسيرته الرياضية في نادي بريزيدينتي هاييس . شارك مع منتخب الباراغواي في بطولة كأس العالم 1930 في الأوروغواي .

## روابط خارجية
- أوستاسيو تشامورو على موقع الاتحاد الدولي (مؤرشف)  (الإنجليزية)
- أوستاسيو تشامورو على موقع Soccerway.com (الإنجليزية)
- أوستاسيو تشامورو على موقع عالم كرة القدم.نت (الإنجليزية)